# Luís Filipe, Conde de Paris
Luís Filipe Alberto de Orléans (em francês Louis-Philippe Albert d'Orléans; Paris, 24 de agosto de 1838 – Buckinghamshire, 8 de setembro de 1894), primeiro Conde de Paris após a recriação orleanista, foi o último Príncipe Real da França, de 1842 a 1848. Pretendente orleanista ao trono da França de 1848 a 1873 sob o nome de Luís Filipe II, depois de 1883 a 1894 sob o de Filipe VII, ele também foi político, escritor e militar.
Tornou-se o Príncipe Real, herdeiro ao trono, quando seu pai, Fernando Filipe, o Duque de Orleães, morreu em um acidente de carruagem, em 1842.

## Biografia

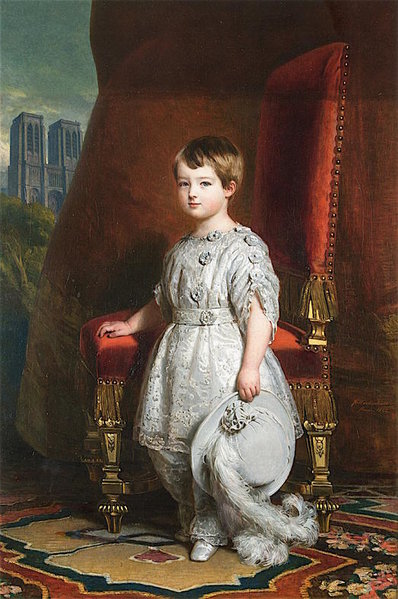
Luís Filipe Alberto por Franz Xaver Winterhalter, c. 1842

Apesar de ter havido algum esforço por parte de seu avô, dias após sua abdicação, de colocá-lo ao trono sob a regência de sua mãe, Helena de Mecklemburgo-Schwerin, Luís Filipe nunca foi sagrado rei dos franceses. A família fugiu do país enquanto a Segunda República Francesa era implementada.
Historiador, jornalista e entusiasta da democracia, o conde de Paris voluntariou-se como oficial do exército unionista, durante a Guerra de Secessão, juntamente a seu irmão mais novo, Roberto, duque de Chartres. Como capitão, Luís Filipe serviu na divisão de Potomac, do major-general George Brinton McClellan, por quase um ano, distinguindo-se durante a fracassada campanha peninsular.
Em 1873, antecipando a restauração da monarquia por uma Assembleia Nacional dominada por monarquistas, eleita logo após a queda de Napoleão III, o conde de Paris retirou sua reclamação ao trono em favor do pretendente legitimista, Henrique, conde de Chambord. Reconheceu-se que o conde de Paris seria herdeiro do conde de Chambord, que não tinha filhos, eventualmente sucedendo-lhe no trono e unificando as pretensões das duas facções monarquistas, separadas desde 1830. No entanto, com a recusa do conde de Chambord em reconhecer a bandeira tricolor como o pavilhão nacional da França, a possibilidade da restauração monárquica foi frustrada, tendo Henrique morrido dez anos depois, em 1883.
Com a morte do conde de Chambord, Luís Filipe foi reconhecido pela maioria dos monarquistas como Filipe VII de França. Tal sucessão foi questionada pelos carlistas, descendentes dos reis Bourbon da Espanha, alegando serem descendentes diretos de Luís XIV.
O conde de Paris viveu em Sheen House, em Surrey, Inglaterra, onde seu avô buscou exílio após sua abdicação. Morreu em Stowe House, em 1894.

## Casamento e filhos
Em 30 de maio de 1864, casou-se com sua prima, a princesa Maria Isabel de Orleães (1848–1919), filha da infanta Luísa Fernanda de Espanha e do príncipe Antônio, Duque de Montpensier, o filho caçula de Luís Filipe I. O casal teve oito filhos, listados abaixo:
- Amélia de Orleães (1865–1951), que desposou D. Carlos I de Portugal em 1886;
- Luís Filipe Roberto de Orleães (1869–1926), depois duque de Orleães;
- Helena de Orleães (1871–1951), que desposou Emanuel Felisberto, Duque de Aosta[3] em 1895;
- Carlos de Orleães (n. & m. 1875), que morreu jovem;
- Isabel de Orleães (1878–1961), que desposou João, Duque de Guise em 1899;
- Tiago de Orleães (1880–1881), que morreu jovem;
- Luísa de Orléans (1882–1958), que desposou o príncipe Carlos de Bourbon-Duas Sicílias em 1907;
- Fernando de Orleães (1884–1924), duque de Montpensier, desposou Maria Isabel Gonzales de Olañeta y Ibaretta, 3ª marquesa de Valdeterrazo em 1921;